# Деркачёв, Илья Петрович
Илья Петрович Деркачёв (Деркач) (20 июля [1 августа] 1834, Усть-Азовск — 26 октября [8 ноября] 1916, Москва) — русский методист начальной школы, педагог, детский писатель.

## Биография
Родился в Усть-Азовске (в некоторых источниках — Каменское Екатеринославской губернии) 20 июля (1 августа) 1834 года. 
В 1855 году поступил в Харьковский университет, в следующем году продолжил обучение в Московском университете, который оставил в 1859 году после известной «варнековской истории»: увольнения группы студентов из-за обструкции, которую они устроили профессору Н. А. Варнека, по мнению студентов, на своих лекциях неоднократно оскорблявшего их патриотические чувства и национальное достоинство. Зарабатывал частными уроками. Поступив в начале 1860-х годов учителем в семью графа А. П. Бобринского, выехал с ней, сначала в Германию, где посещал лекции в Гейдельбергском университете, а затем, во Францию и Англию. 
Вернувшись в Россию, в 1860-1870-х годах преподавал в гимназиях Елисаветграда, Одессы, Севастополя, Симферополя и Херсона; несколько лет заведовал делом народного образования сначала в Одесском, а затем — в Московском уездах. В своей работе следовал педагогическим принципам К. Д. Ушинского.
Написал более 50 книг по школьному и начальному обучению. Ещё в студенческие годы составил «Книжку для школ», изданную на средства бедняков-студентов; в 1861 году составил «Украинскую грамматику» («Украинская грамотка»), изданную на средства малороссийского кружка студентов, бесплатно её распространял в школах Малороссии. Начал издание книг-малюток. Создал русский букварь и книги для чтения на первый и второй годы — «Школьные ступени», книгу по школоведенню «Как школу построить и устроить?»
Был одним из инициаторов и организаторов первых съездов народных учителей в Российской империи. Организовал экспериментальный класс наглядного обучения при Симферопольской гимназии — для этого написал «Наглядное пособие» в 2 частях.
Считая необходимым развивать у ребёнка наблюдательность и интерес к природе, издавал книжки в серии «Библиотечка Ступина».
Последние два десятилетия И. П. Деркачев уже не мог работать и существовал на средства литературного фонда и постоянной литературной комиссии при Академии наук. Умер в Москве в ночь на 26 октября (8 ноября) 1916 года, в «Учительском доме».

## Рекомендуемая литература
- Илья Петрович Деркачев 1861—1896 : По поводу тридцатипятилетия его обществ.-пед. и лит. деятельности : Заметки Н. Ф. Арепьева : В прил.: Список книг, журнальных и газетных статей И.П. Деркачева. — Москва: тип. О-ва распространения полез. кн., 1896. — 31 с.: портр.